# Brachys zeteki
Brachys zeteki es una especie de escarabajo barrenador metálico del género Brachys, categorizada en la tribu Trachyini, de la subfamilia Agrilinae.

## Taxonomía
Fue descrita por Fisher en 1933 y publicada en Fisher W. S. New species of buprestid beetles from Mexico and Central America. Proceedings of the United States National Museum (Number 2968) 82(27):1-47. (1933).